# Аринушкина, Евдокия Васильевна
Евдокия Васильевна Аринушкина (9 февраля 1899, Барсково  — 25 апреля 1994) — советский учёный — почвовед, химик, биолог, доктор биологических наук, профессор МГУ.

## Биография
Родилась в д. Барсково Владимирской губернии. Два года училась в сельской школе, затем окончила Московскую женскую гимназию (с золотой медалью), Московскую сельскохозяйственную академию им. К. А. Тимирязева (1926) и аспирантуру на кафедре почвоведения почвенно-географического факультета МГУ (1932—1935). В 1923—1932 преподаватель биологии и химии в школе 2-й ступени и в педагогическом техникуме в Москве. В 1935 году под руководством Евгения Петровича Троицкого защитила кандидатскую диссертацию на тему «Химическая природа и условия образования ортзандов». С 1936 по 1975 год на научно-преподавательской работе в МГУ: доцент, профессор. Читала курс лекций по химии почв. Доктор биологических наук (1969), тема диссертации «Методические исследования в области химического анализа почв и растений»..
Ввела в практику анализа почв желатиновый метод определения кремниевой кислоты.
Автор учебников:
- «Валовой химический анализ почв и грунтов» (1949)
- «Химический анализ почв и грунтов» (1952)
- «Руководство по химическому анализу почв» (1961).

Награждена орденом «Знак Почёта» и четырьмя медалями.